# نيكولاي تشيخايدزة
نيكولوز تشيخايدزة وإسمه الكامل نيكولاي سيمويونوفيتش تشيخايدزة ويعرف أيضا بكارلو تشيخايدزة أو نيكولاس تشيدزة (1864 – يونيو 13, 1926) هو سياسي ديمقراطي جورجي وهو الذي ساعد الماركسية لكي تحكم في جورجيا في سنة 1890 والتي بدورها انتقلت إلى روسيا في 1917 كما أنه أسس الجمهورية الترانسقوقازية الديمقراطية الإتحادية وثم جمهورية جورجيا الديموقراطية من 1918 إلى 1921 إلا أن الشيوعيين في الاتحاد السوفيتي حاربوه ليظطر لترك الحكم وأن ينفى إلى فرنسا التي إنتحر فيها في سنة 1926.

## النشأة والعائلة
ولد نيكولاي لعائلة أرستوقراطية في جورجيا، تزوج وله إبنه واحده.

## وفاته
في 31 يونيو من عام 1926 أقدم نيكولاي على الانتحار في مقر إقامته بمدينة فرنسية تبعد عن باريس 31كم

## روابط خارجية
- نيكولاي تشيخايدزة على موقع IMDb (الإنجليزية)
- نيكولاي تشيخايدزة على موقع الموسوعة البريطانية (الإنجليزية)